# میل نادر (نیمروز)
میل نادر، روستایی در دهستان گلخانی بخش صابری شهرستان نیمروز در استان سیستان و بلوچستان ایران است.

## جمعیت
بر پایه سرشماری عمومی نفوس و مسکن در سال ۱۳۹۵، جمعیت این روستا برابر با ۴۱۹ نفر (۱۱۳ خانوار) بوده‌است.

## پتانسیل انرژی های تجدیدپذیر در میل نادر
در ایران، در منطقه شمال استان سیستان و بلوچستان (اطراف ناحیه میل نادر) و همچنین در جنوب استان خراسان جنوبی، دارای بالاترین سطح پتانسیل تراکم انرژی باد در اطلس جهانی باد هستیم.